# Wohn- und Wirtschaftsgebäude Heideweg 1
Das Wohn- und Wirtschaftsgebäude Heideweg 1, Ecke Badbergsweg in Dötlingen stammt aus dem  18. Jahrhundert.
Aktuell (2023) wird es als Wohnhaus genutzt.
Das Gebäude steht unter Denkmalschutz (siehe auch Liste der Baudenkmale in Dötlingen).

## Geschichte
Das eingeschossige traufständige Gebäude aus dem Jahr 1770 (Inschrift über dem Tor) wurde als Zweiständer-Hallenhaus in Fachwerk mit sichtbaren Steinausfachungen sowie mit reetgedecktem Krüppelwalmdach mit Niedersachsengiebel und Uhlenloch für den Hof von Ahrend Hinrich und Adelheit Garmes (Inschrift) gebaut und mehrfach umgebaut.
Das Landesdenkmalamt befand: „… Heideweg 1 hat als Teil der Gruppe ‘Dorfkern Dötlingen’ geschichtliche und städtebauliche Bedeutung …“